# نيو يير ريفولوشون
نيو يير ريفولوشون بالإنجليزية (New Year's Revolution) هو أحد المهرجانات التي تقدمها مؤسسة المصارعة الحرة الترفيهية wwe . تم عرض أول حدث عام 2005 .

## العروض
| # | الحدث                    | التاريخ         | المدينه              | المكان                                      | الحدث الرئيسي(الأحداث الرئيسية) |
| - | ------------------------ | --------------- | -------------------- | ------------------------------------------- | --- |
| 1 | نيو يير ريفولوشون (2005) | January 9, 2005 | سان خوان, بورتوريكو  | Coliseo de Puerto Rico, José Miguel Agrelot | تربل إتش vs. ديف باتيستا vs. راندي أورتن vs. كريس جيريكو vs. كريس بنوا vs. Edge in an مباراة مبنى الإقصاء for the vacant بطولة العالم للوزن الثقيل (دبليو دبليو إي) شون مايكلز served as the أنواع مباريات المصارعة                                     |
| 2 | نيو يير ريفولوشون (2006) | January 8, 2006 | ألباني (نيويورك)     | Pepsi Arena                                 | جون سينا (c) vs. شون مايكلز vs. كارليتو vs. كيرت أنغل vs. كريس ماسترز vs. كين in an Elimination Chamber match for the بطولة العالم للدبليو دبليو إي للوزن الثقيل John Cena (c) vs. Edge for the WWE Championship (Edge's ماني إن ذا بانك cash-in match) |
| 3 | نيو يير ريفولوشون (2007) | January 7, 2007 | كانساس سيتي (ميزوري) | صالة هاي-في                                 | John Cena (c) vs. إدوارد فاتو for the WWE Championship |